# الإبراهيمية (إيتاي البارود)
قرية الإبراهيمية هي إحدى القرى التابعة لمركز إيتاي البارود في محافظة البحيرة في جمهورية مصر العربية. حسب إحصاءات سنة 2006، بلغ إجمالي السكان في الإبراهيمية 5737 نسمة، منهم 2889 رجل و2848 امرأة.